# Dassault Super Mystère
Dassault Super Mystère byl francouzský stíhací a stíhací bombardovací letoun vyráběný společností Dassault Aviation, který poprvé vzlétl v roce 1955. Jedná se o první západoevropský nadzvukový letoun, který se dočkal masové výroby, jehož bylo vyrobeno celkem 180 kusů. Až do roku 1977 sloužil ve francouzském letectvu a od roku 1958 též v izraelském vojenském letectvu, kde se dočkal nasazení během šestidenní a jomkipurské války. V 70. letech pak Izrael prodal 16 zkompletovaných draků Hondurasu, který letouny využil v pohraničních střetech.

## Vývoj

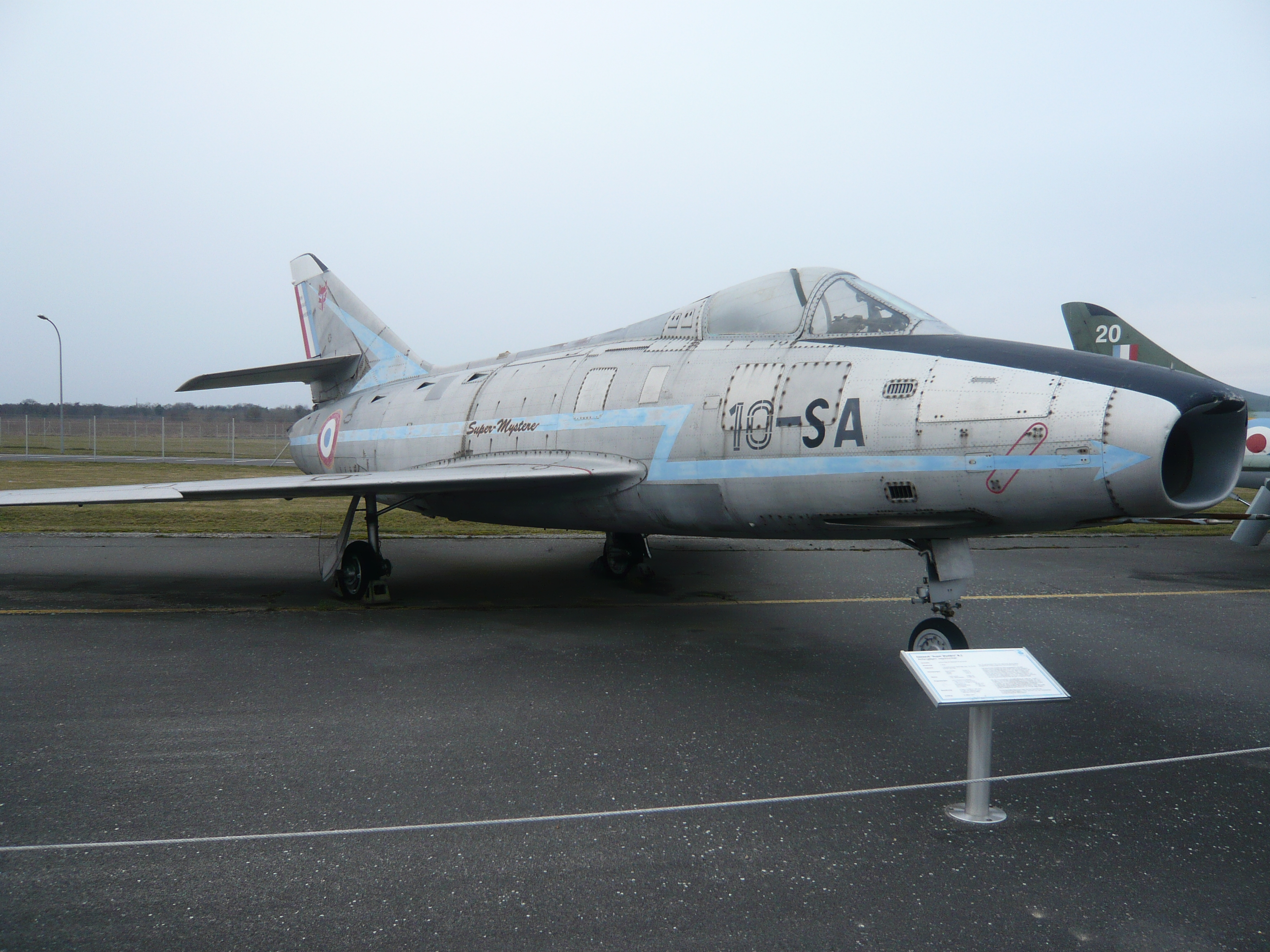
Super Mystère B2

V polovině roku 1953 hned po ukončení vývoje stíhačky Mystère IVA začala firma Dassault pracovat na novém typu stíhacího letadla. U tohoto stroje, nazvaného Mystère XX, byl použit trup prototypu Mystère IVB a jeho pohon zajišťoval motor Rolls-Royce Avon RA 7. Letadlo, které vznikalo jako soukromá iniciativy firmy Dassault, bylo dostalo později název Mystère IVB1 a nakonec Super Mystère B1. Prototyp s tímto názvem poprvé vzlétl 2. března 1955 a pilotoval ho Paul Boudier. S timto letadlem už následující den Paul Boudier pokořil při horizontálním letu rychlostní hranici Mach 1. Ačkoli Super Mystère B1 výkonnostně svého předchůdce předčil, tak francouzské letectvo tyto stroje neobjednalo. To byl jeden z hlavních důvodů, proč o letadlo neprojevil zájem ani žádný zahraniční zákazník.
Dassault proto vytvořil verzi Super Mystère B2 s motorem SNECMA Atar 101G, který upřednostňovalo i francouzské letectvo. Prototyp v tomto provedení absolvoval svůj první let 15. května 1956. Letadlo pilotované Gérardem Musellim vydrželo ve vzduchu 40 minut a překonalo rychlost zvuku bez použití přídavného spalování. Dodávka letadel začala v květnu 1958, ale kvůli škrtům v obranném resortu bylo francouzskému letectvu nakonec dodáno jen 154 kusů.
V roce 1958 objednal Izrael 36 letadel, která se později zapojila do arabsko-izraelských válek. V letech 1969-1972 byly zbývající izraelské letouny vybaveny americkým motorem Pratt & Whitney J52 a označeny jako IAI Sa'ar. Později bylo 18 z nich prodáno Hondurasu.

## Konstrukce

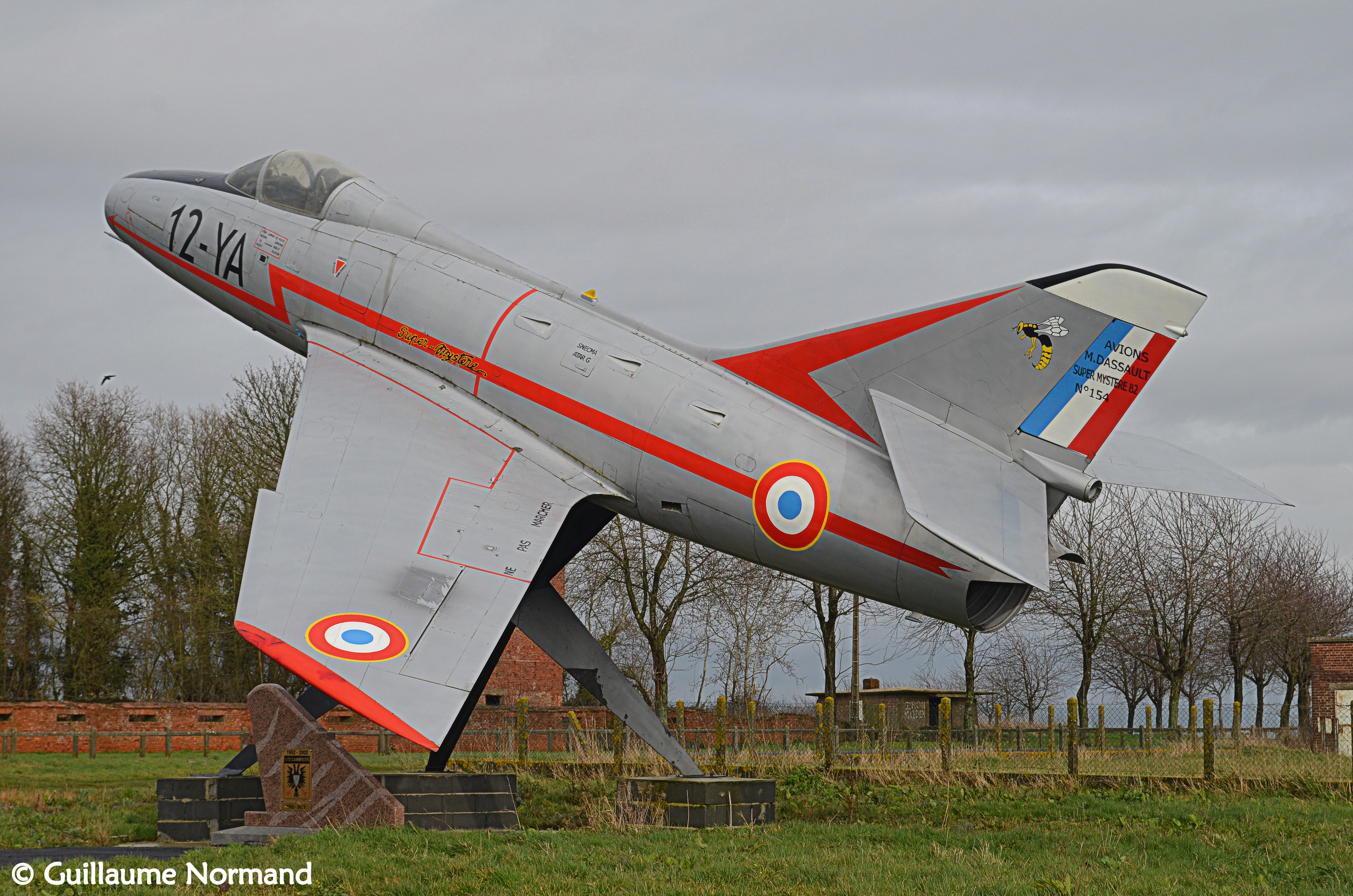
Super Mystère

Pohon letadla zajišťoval jeden proudový motor SNECMA Atar 101G-3 s axiálním kompresorem. Ten poskytoval stroji tah 36 kN, při použití přídavného spalování to bylo až 43 kN. Šlo o první francouzskou stíhačku s motorem s přídavným spalováním. Super Mystère dosahoval rychlosti 1 195 km/h a měl dolet 870 km. Jeho stoupavost byla 89 m/s a dostup 17 000 m.
Šípovitost křídla se s porovnání s Mystère IVA zvětšila, a to z 38° na 45°. U křídel a ocasních ploch byla použita nová technika, známá jako integrované konstrukce. Byla založena na obrábění velmi silného plechu a použití titanu na šrouby a na určité mechanické části.
Základní výzbroj tvořily dva kanóny DEFA ráže 30 mm. K útokům na pozemní cíle mohlo být letadlo vyzbrojeno neřízenými střelami vzduch-země ráže 68 mm. Alternativní municí byly volně padající pumy o hmotnosti 400/500 kg.

## Služba

### Arabsko-izraelské války

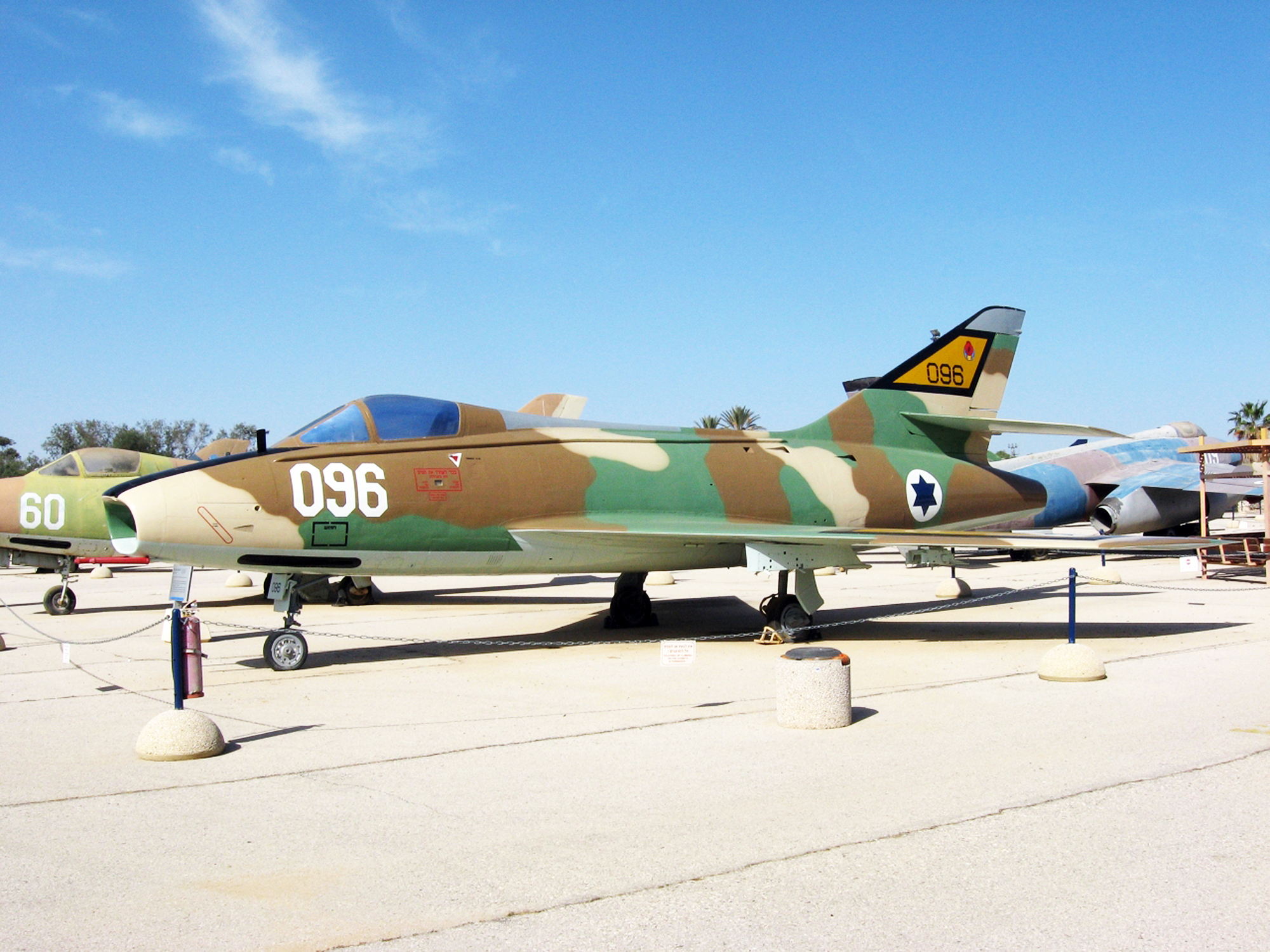
Izraelský Super Mystère B2 (varianta Sa'ar) 105. peruti v muzeu na letecké základně Chacerim

První letadla Super Mystère dorazila na základnu Chacor 4. prosince 1958 a do konce roku izraelské letectvo získalo všech 18 strojů, které v první várce objednali. Stíhačky byly brzy zařazeny do služby u 105. peruti „Škorpiónů“ a od března 1959 začaly hlídat izraelský vzdušný prostor.
11. března 1959 byla dvě Super Mystère vyslány proti letadlu, které ve vysoké letové hladině narušilo izraelský vzdušný prostor. Sambady, jak Izraelci nazývali nové stroje, však nedokázaly vetřelce zachytit. Stroj letěl ve výši více než 21 000 m, což daleko převyšovalo možnosti Super Mystère. Jak se později ukázalo, šlo o americké průzkumné letadlo U-2, které pravděpodobně fotografovalo izraelské nukleární výzkumné středisko v blízkosti města Dimona.
Podobnými výkony, než měly Super Mystère, disponovaly i egyptské MiGy-17. Proto byly izraelští piloti motivováni změřit své síly s egyptským protivníkem. Na přelomu 50. a 60. let se tyto dva stroje dostaly do několika vzdušných soubojů. Na základě těchto střetů však nebylo možné vyvodit, které z letadel je lepší. Při jedné z prvních potyček ze 4. listopadu 1959 byl jeden MiG-17 poškozen, zatímco izraelský Super Mystère se stal neovladatelný a pilot se musel katapultovat. Při dalších střetech bylo mnoho MiGů-17 poškozeno, ale k velkému zklamání izraelských pilotů se ani jeden nepodařilo sestřelit. Příčinu se podařilo odhalit až v roce 1962, kdy získal Izrael modernější stíhačky Mirage IIICJ. Obě letadla byla vyzbrojena kanóny DEFA, jejichž munice byla nastavena na opožděnou detonaci. Tato munice byla vhodná proti sovětským bombardérům, proti kterým byla primárně vyvinuta, byla však neúčinná proti proudovým stíhačkám.
V 60. letech se mezi Izraelem a jeho sousedy rozpoutal konflikt, který dostal označení "Válka o vodu". Jak již název napovídá, příčinou byly vodní zdroje Izraele, které se snažily okolní arabské země odklonit, což by znamenalo zredukování přítoku vody do Izraele asi o 35%. Střety mezi izraelskou a syrskou armádou se neomezily pouze na boje pozemních jednotek, ale brzy se zapojilo i letectvo. V průběhu roku 1963 bylo vysláno několik letadel Super Mystère, aby bombardovaly syrské dělostřelectvo a pozice syrských pozemních jednotek na Golanských výšinách.
V dubnu 1967 získal Izrael dalších 24 letadel Super Mystère, které původně sloužily ve francouzském letectvu. Izraelské vzdušné síly tak ke dni vypuknutí šestidenní války disponovaly 39 stíhačkami Super Mystère. Kromě nich měl Izrael starší stroje Ouragan a Mystère IV, ale také nejmodernější produkt francouzského leteckého průmyslu Mirage III. Super Mystère se spolu s ostatními letadly zapojily do "operace Moked", během které se jim podařilo vybombardovat několik egyptských, jordánských a syrských leteckých základen. V tomto krátkém konfliktu zrealizovala letka Super Mystère 507 letů při ztrátě 9 letadel. Podařilo se jim zničit desítky nepřátelských letadel přímo na zemi, ale sestřelili 5 letounů i ve vzduchu. Z toho dva byly syrské MiGy-21, které byly z hlediska letových výkonů strojům Super Mystère nadřazené. Po vyřazení arabských vzdušných sil směřovalo izraelské letectvo svou pozornost na pomoc svým pozemním jednotkám. Letadla Super Mystère se tak začala podílet na ničení nepřátelských tanků, dělostřelectva a obrněných vozidel.

## Uživatel

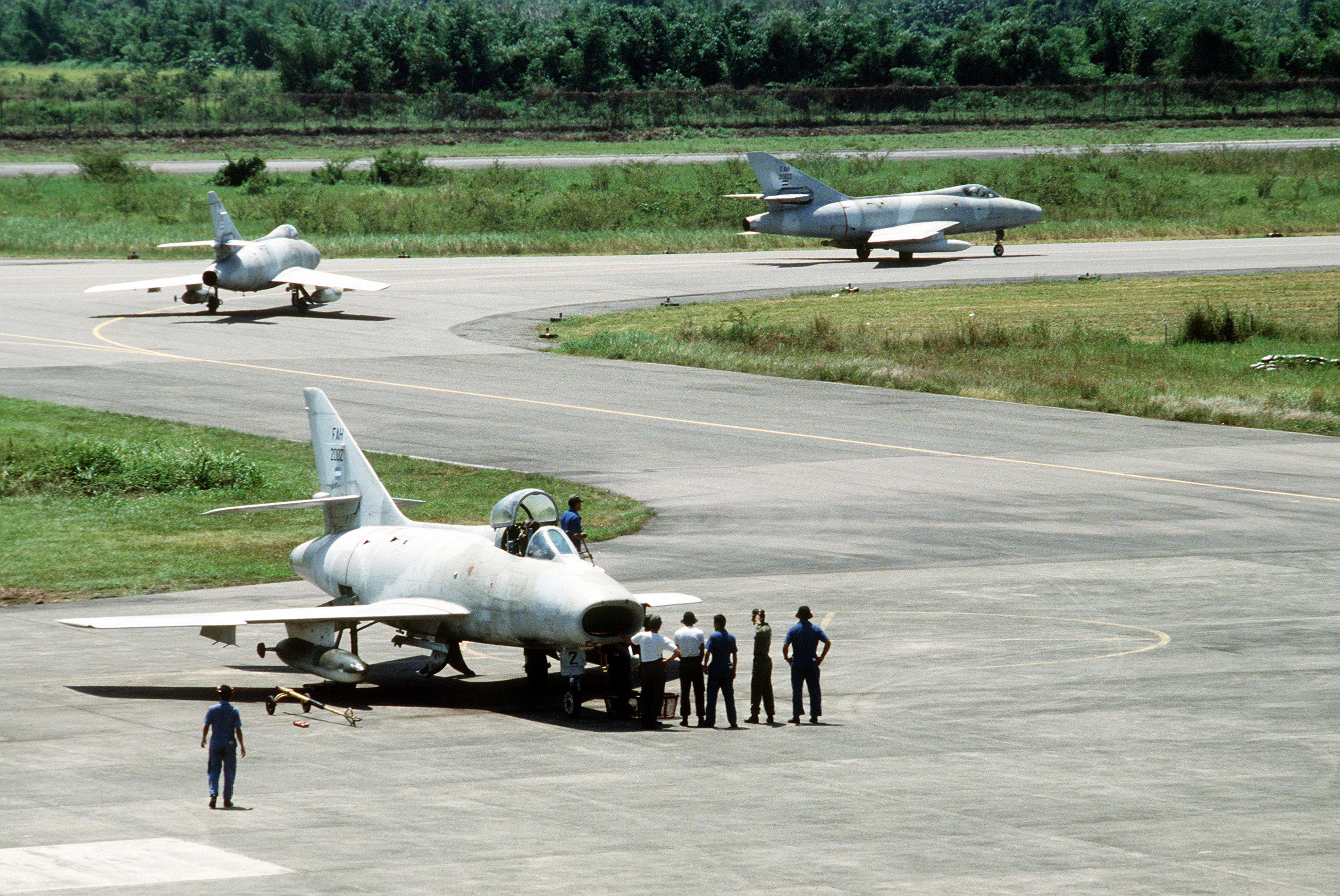
Super Mystère B2 letectva Hondurasu

- Francie

Francouzské letectvo provozovalo 154 letadel.
- Honduras

Honduraské letectvo odkoupilo od Izraele 18 použitých strojů.
- Izrael

Izraelské vojenské letectvo zakoupilo 42 letadel.

## Specifikace

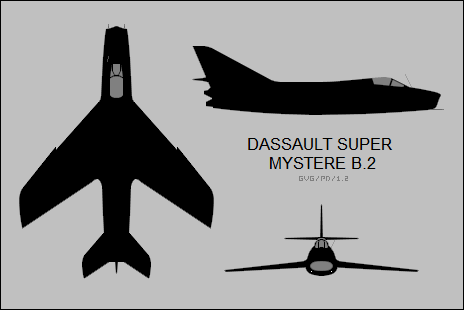
Dassault Super Mystere B.2

### Technické údaje
- Osádka: 1
- Délka: 14,13 m
- Rozpětí: 10,51 m
- Výška: 4,6 m
- Nosná plocha : 32,00 m²
- Hmotnost (prázdný): 9 000 kg
- Maximální vzletová hmotnost: 10 000 kg
- Pohonná jednotka: 1 × proudový motor SNECMA Atar 101G-2 s přídavným spalováním
  - Suchý tah: 33,3 kN
  - Tah s forsáží: 44,1 kN

### Výkony
- Maximální rychlost: Mach 1,12 (1,195 km/h) v 11 000 m
- Bojový dolet: 870 km
- Přeletový dolet: 1 175 km
- Dostup: 17 000 m
- Stoupavost: 89 m/s
- Plošné zatížení: 281 kg/m²
- Poměr tah/hmotnost: 0,50

### Výzbroj
- Kanony: 2× 30 mm kanon DEFA 552 se 150 střelami na zbraň
- Rakety: 2× kontejner Matra každý s 18× raketami SNEB ráže 68 mm
- Bomby: 2 680 kg nákladu na čtyřech vnějších závěsnících, včetně různých bomb, průzkumných kontejnerů nebo přídavných nádrží
- Střely: 2× Rafael Shafrir AAM; 2× AS-30L